# لو موره
لو موره (به زبان فرانسوی: Le Mouret) شهری است که در بخش سرین کانتون فریبورگ در کشور سوئیس واقع شده است. این شهر در ۱ ژانویه ۲۰۰۳ بر اثر ادغام ۶ شهرک و آبادی مسکونی کوچک و به فرمان دولت محلی کانتون فریبورگ ایجاد شد.
جمعیت این شهر در پایان سال ۲۰۱۸ بالغ بر ۳٬۱۵۳ نفر بوده است.